# Jules Michelet
Jules Michelet (Parijs, 21 augustus 1798 - Hyères, 9 februari 1874) was een Frans historicus. Het doel van Michelet was om het verleden te herscheppen, waardoor zijn werk een levendig karakter heeft. Met zijn 17-delige Histoire de France (1833-1867) was hij een van de belangrijkste en populairste historici van zijn tijd en bepaalde hij lange tijd het beeld van het Franse verleden.
Michelet introduceerde het historisme in de Franse geschiedschrijving en geldt als een belangrijk geschiedfilosoof. Hoewel hij zo veel mogelijk het verleden zelf wilde laten spreken zijn zijn eigen politieke en ideologische opvattingen zeer goed herkenbaar in zijn werk.
Na de Julirevolutie bekwam Michelet in 1830 een aanstelling in de Archives nationales. In 1838 bekleedde hij de leerstoel geschiedenis in het Collège de France. Van beide functies werd hij in 1852 ontheven omdat hij weigerde de eed aan het keizerrijk van Napoleon III af te leggen. Als schrijver en orator was hij zo productief en populair dat hij van zijn royalty's kon leven.
Michelet bood de Fransen een nationalistisch beeld van het verleden met veel aandacht voor de onderdrukten en een grote nadruk op democratische bewegingen. Van koningen en geestelijken moest hij maar weinig hebben. Zijn beschrijving van Jeanne d'Arc maakte haar tot een icoon van Frankrijk.
Naast zijn Histoire de France schreef hij ook nog een zevendelige Histoire de la Revolution Française (1847-1853). La Sorcière (1862) een werk over de geschiedenis van de heksenvervolgingen, geeft een zeer levendig, maar sterk vertekend beeld van het verleden als gevolg van Michelets antiklerikalisme.
- Biblioteca Nacional de España: XX959806
- Bibliothèque nationale de France: cb11916021g (data)
- Catàleg d'autoritats de noms i títols de Catalunya: 981058523272706706
- CiNii: DA00587384
- Gemeinsame Normdatei: 118582151
- International Standard Name Identifier: 0000 0001 2129 6398
- Library of Congress Control Number: n80046324
- Nationale Bibliotheek van Letland: 000058666
- Base Léonore: LH//1870/19
- Bibliotheek van het Japanse parlement: 00449954
- Nationale Bibliotheek van Tsjechië: jn19990005699
- Nationale bibliotheek van Australië: 35350163
- Nationale Bibliotheek van Israël: 987007265471005171
- Nationale Bibliotheek van Polen: a0000001188069
- Nederlandse Thesaurus van Auteursnamen: 067874924
- RKD-Nederlands Instituut voor Kunstgeschiedenis: 464260
- Istituto Centrale per il Catalogo Unico: CFIV070087
- LIBRIS: 76920
- SNAC: w61z4bf8
- Système universitaire de documentation: 027397106
- Trove: 921484
- Union List of Artist Names: 500107272
- Virtual International Authority File: 41844048
- WorldCat: E39PBJh8JdjQj8Xb6xM7vCKrv3